# Pingpe
Pingpe, Pempé, Penpé, o Penpen es una pequeña localidad en la zona central del distrito de Sipaliwini en Surinam.  Se encuentra ubicada sobre el río Surinam, a unos 50 km al sur de Pokigron y a unos 50 km al este de la Reserva Natural de Tafelberg.